# Гран-при Крикельона 2024
29-й выпуск  Гран-при Крикельона — шоссейной однодневной велогонки по дорогам Бельгии. Гонка прошла 2 марта 2024 года в рамках Европейского тура UCI 2024. Победу одержал бельгийский велогонщик Алек Сегерт.

## Участники
В гонке примут участие 25 команд.
| UCI WorldTeams (5)- Alpecin-Deceuninck - Arkéa-B&B Hotels - Cofidis - Intermarché-Wanty - Team dsm-firmenich PostNL UCI ProTeams (12)- Bingoal WB - Caja Rural-Seguros RGA - Equipo Kern Pharma - Euskaltel-Euskadi - Lotto Dstny - Q36.5 Pro Cycling Team - TDT-Unibet - Team Flanders-Baloise - Team Novo Nordisk - TotalEnergies - Tudor Pro Cycling Team - Uno-X Mobility UCI Continental Teams (8)- Hagens Berman Jayco - Israel Premier Tech Academy - Myvelo Pro Cycling Team - Philippe Wagner-Bazin - Saint Piran - Tarteletto-Isorex - ColoQuick - Team Visma \| Lease a Bike Development |
| |

## Маршрут
Выпуск 2024 года повторит маршрут прошлого года и составляет 200 километров. После короткого отрезка стартовой линии, который пройдет через город Ат, гонка будет проходить по двум трассам вокруг города Лессин, где находится финиш. Первый, более короткий и менее сложный круг будет повторяться пять раз и включает два коротких брусчатых участка, на улице Saint-Gereon и на улице La Blanche. Второй круг, протяженностью 37,3 километра, придется преодолевать дважды, и, в дополнение к двум брусчатым участкам, будет включать прохождение двух коротких подъёмов, Côte du Mont и Côte de Plachettes.

## Ход гонки
За 4,5 км до финиша пелотон ехал единой группой. Стало ясно, что в финале гонщиков ждет массовый спринт. Сначала атаковал Аксель Хуэнс, а на последних двух километрах настала очередь Анри Улига. Алек Сегерт занимал очень выгодную позицию, постоянно находясь впереди. Скорости молодого бельгийца хватило для уверенной победы, несмотря на логичное развитие событий, когда он должен был работать на спринтера своей команды Милана Ментена.

## Результаты
| \| Генеральная классификация \| Генеральная классификация \| Генеральная классификация \| Генеральная классификация \| Генеральная классификация \| \| Гонщик \| Гонщик \| Команда \| Время \| \| \| ------------------------- \| ------------------------- \| ------------------------- \| ------------------------- \| ------------------------- \| \| 1-й \| Алек Сегерт \| Lotto Dstny \| 4ч 40' 27 \| \| \| 2-й \| Павел Битнер \| Team dsm-firmenich PostNL \| + 0 \| \| \| 3-й \| Йенте Бирманс \| Arkéa-B&B Hotels \| + 0 \| \| \| 4-й \| Пьер Барбье \| Philippe Wagner-Bazin \| + 0 \| \| \| 5-й \| Милан Ментен \| Lotto Dstny \| + 0 \| \| \| 6-й \| Арне Марит \| Intermarché-Wanty \| + 0 \| \| \| 7-й \| Лука Моццато \| Arkéa-B&B Hotels \| + 0 \| \| \| 8-й \| Jensen Plowright \| Alpecin-Deceuninck \| + 0 \| \| \| 9-й \| Джеймс Фоуч \| Euskaltel-Euskadi \| + 0 \| \| \| 10-й \| Пау Микель \| Equipo Kern Pharma \| + 0 \| \| |                  |                           |           |
| |                  |                           |           |
| Источник: ProCyclingStats |                  |                           |           |
| Генеральная классификация |                  |                           |           |
| Гонщик | Гонщик           | Команда                   | Время     |
| 1-й | Алек Сегерт      | Lotto Dstny               | 4ч 40' 27 |
| 2-й | Павел Битнер     | Team dsm-firmenich PostNL | + 0       |
| 3-й | Йенте Бирманс    | Arkéa-B&B Hotels          | + 0       |
| 4-й | Пьер Барбье      | Philippe Wagner-Bazin     | + 0       |
| 5-й | Милан Ментен     | Lotto Dstny               | + 0       |
| 6-й | Арне Марит       | Intermarché-Wanty         | + 0       |
| 7-й | Лука Моццато     | Arkéa-B&B Hotels          | + 0       |
| 8-й | Jensen Plowright | Alpecin-Deceuninck        | + 0       |
| 9-й | Джеймс Фоуч      | Euskaltel-Euskadi         | + 0       |
| 10-й | Пау Микель       | Equipo Kern Pharma        | + 0       |